# 奇行
| ウィキペディアには「奇行」という見出しの百科事典記事はありません（タイトルに「奇行」を含むページの一覧/「奇行」で始まるページの一覧）。 代わりにウィクショナリーのページ「奇行」が役に立つかもしれません。 |